# Zespół dworski w Jaszkowej Górnej

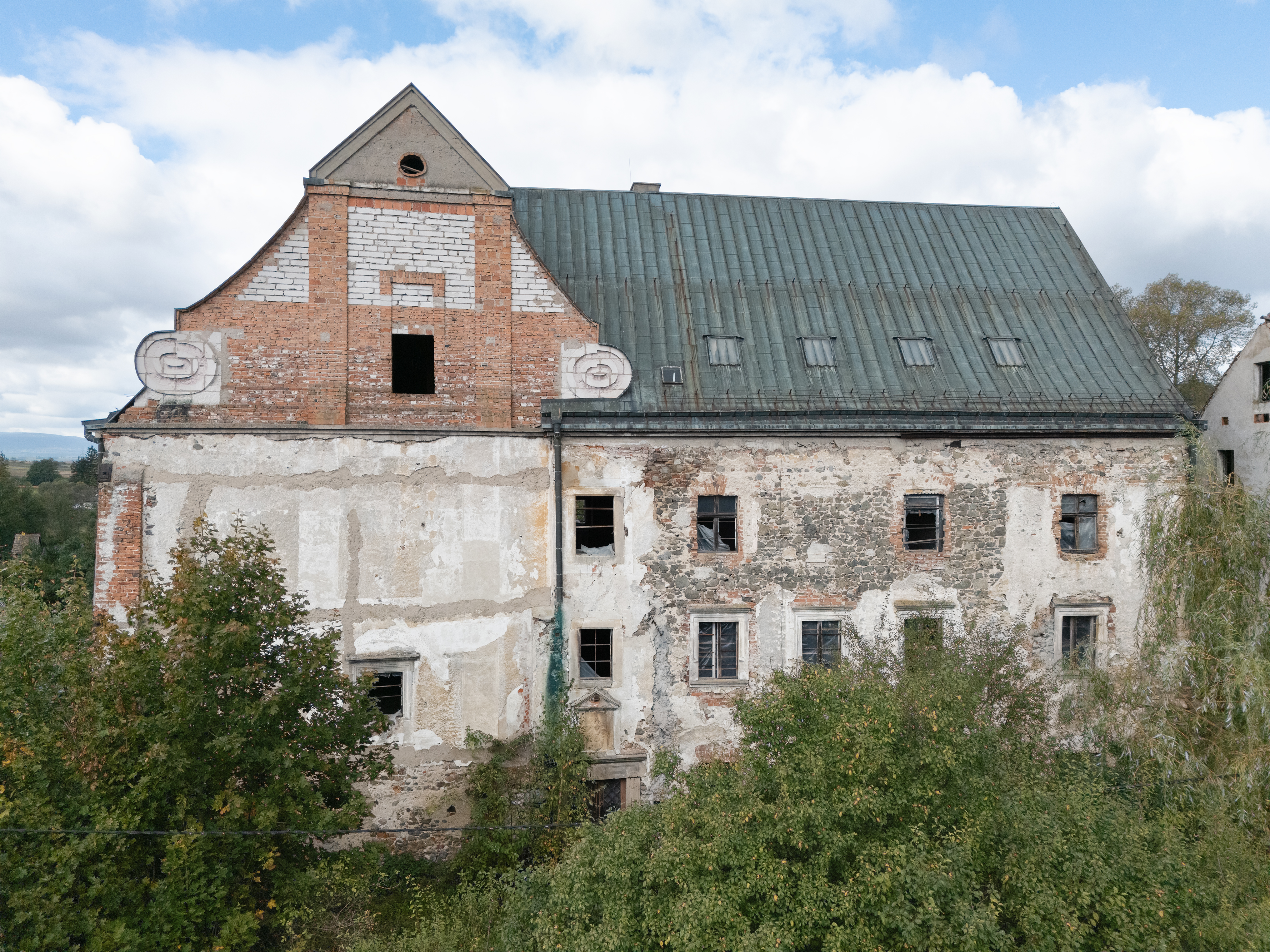
Dwór w Jaszkowej Górnej

Zespół dworski w Jaszkowej Górnej (niem. Schloss Oberhannsdorf) – zabytkowy renesansowo-barokowy dwór w Jaszkowej Górnej na ziemi kłodzkiej z 2 początku XVI wieku. Obecnie nieużytkowany.

## Położenie
Zespół dworski w Jaszkowej Górnej położony jest w zachodniej części wsi. W skład kompleksu wchodzą budynek dworu o cechach pałacowych oraz zabudowania gospodarcze.

## Historia
Obecny zespół dworski powstał w wyniku przebudowy i rozbudowy wczesnorenesansowego dworu wzniesionego dla Hansa Daniela von Hennigsdorfa (Hansdorf) na początku XVI wieku. Pierwotny obiekt o cechach średniowiecznych, zamkowych budynków mieszkalnych był zwartą, trzykondygnacyjną budowlą z jednotraktowym wnętrzem i drewnianymi schodami zewnętrznymi prowadzącymi do wejścia ulokowanego na poziomie pierwszego piętra. Całość zamykały strome dachy dwuspadowe. Relikty tej budowli zachowały się w południowej części dworu (kamienna obudowa paleniska kominkowego w ścianie zewnętrznej, proste kamienne opaski okienne, kamienne siedziska we wnękach okiennych pomieszczeń pierwszego piętra).
Około 1550 roku obiekt został prawdopodobnie spalony przez pożar, co doprowadziło w konsekwencji do jego przebudowy, w trakcie której budynek otrzymał nowe sklepienia kolebkowe z lunetami w izbach na parterze i pierwszym piętrze oraz został powiększony od północy o część zajmującą powierzchnię dzisiejszej sieni. Kolejna przebudowa i rozbudowa dworu miała miejsce w latach 1570–1580, kiedy właścicielem całego kompleksu był Georg Daniel von Hennigsdorf. Wówczas od północy dobudowano okazałą, trójskrzydłową część mieszkalną nakrytą wysokim, dwuspadowym dachem. Ze względu na nową, reprezentacyjną funkcję zadbano także o wystrój budynku. We wnętrzach zastosowano renesansowe sklepienia kolebkowe z lunetami zdobione szwami drutowymi tworzącymi dekoracyjną siatkę, otwory okienne i drzwiowe obramiono profilowymi, kamiennymi opaskami, a główne wejście ozdobiono portalem w postaci profilowanej ramy z rozetami i lustrzanymi boniami ukoronowanej skromnym gzymsem i płaskorzeźbą z herbem właścicieli (inicjały G.D. i data 1570). W tym czasie wykonano również dekoracje sgraffitowe na ścianach zewnętrznych, a dach od strony zachodniej zamknięto okazałym szczytem ze sterczynami, co stanowiło formę typową dla architektury czeskiej tego okresu.
Po śmierci Georga Daniela dwór stracił na znaczeniu, ponieważ przestał pełnić rolę siedziby rodowej, a jego właściciele często się zmieniali. Miało to bardzo niekorzystny wpływ na stan gmachu. W latach 1669–1692 jego właścicielką była księżna Maria Benigna Piccolomini, małżonka feldmarszałka ks. Ottavia Piccolominiego. Najdłużej, bo od 1696 do 1780 roku dwór pozostawał w rękach rodu von Götzen. Przez lata zaniedbany i nieremontowany budynek uległ poważnym zniszczeniom, w konsekwencji których w połowie XVIII wieku rozebrano skrzydło południowo-wschodnie, pozostawiając podmurówkę i piwnice. Dawną ścianę wewnętrzną pomiędzy skrzydłami oskarpowano i zwieńczono wolutowym szczytem włączając ją do elewacji wschodniej, którą na nowo otynkowano oraz podzielono lizenami. W tym samym czasie wykonano również schody wewnętrzne w sieni parteru, a w dawnej świetlicy dworu, na piętrze, drewniane schody na drugie piętro.
W 1780 roku dwór przeszedł na własność hrabiego Antoniego Alexandra von Magnisa, a w 1789 roku hrabiego Ernesta Fryderyka von Haugwitza. Na początku XX wieku, prawdopodobnie dla potrzeb kolejnego właściciela obiektu, dokonano ostatniej, najznaczniejszej przebudowy dworu. Obejmowała ona wykonanie nowych ścian działowych i sufitów, więźby dachowej, nowego szczytu północnego, wymianę sklepiania sieni na strop oraz drewnianych schodów na kamienne (pozostawiono jedynie dawną drewnianą poręcz). W budynku wykonano ponadto centralne ogrzewanie, w części pomieszczeń urządzono nowe parkiety, zaś od strony południowej wymurowano dobudówkę gospodarczą (w dolnej partii z kamienia) nakrytą dwuspadowym daszkiem.
Pod koniec II wojny światowej w 1945 roku dwór uległ częściowemu uszkodzeniu. W okresie powojennym po nacjonalizacji i przejęciu obiektu przez władze polskie uległ on dalszej dewastacji, co spowodowane było brakiem jego konserwacji i brakiem odpowiedniego zabezpieczenia. W latach 1969–1971 przeprowadzono częściowy remont dworu, w trakcie którego rozebrano przybudówkę (pozostawiając piwnice), a obiekt został zaadaptowany na składnicę Muzeum Ziemi Kłodzkiej w Kłodzku. Przez krótki czas prezentowano w nim kolekcję zegarów. Obecnie budynek znajduje się w rękach prywatnych właścicieli.

## Architektura
Dwór to trzykondygnacyjna budowla nakryta wysokim dachem dwuspadowym. Podzielone pilastrami elewacje zachowały resztki dekoracji sgraffitowej. W budynku zachowały się kamienne, renesansowe obramienia okien i drzwi, a także skromny portal ozdobiony herbem. Wnętrza dworu są dwutraktowe. Na I piętrze zachowały się polichromowane belki stropowe.